# Gail Anderson (Grafikdesignerin)
Gail Anderson (geboren 1962) ist eine amerikanische Grafikdesignerin, Autorin und Dozentin.

## Leben und Wirken
Gail Anderson studierte an der School of Visual Arts, New York City, u. a. als Schülerin von Paula Scher, wo sie 1984 ihren Abschluss machte. Anschließend arbeitete sie bei Vintage Books, beim Boston Globe Sunday Magazine und ab 1987 beim Rolling Stone. Dort prägte sie als Art Directorin mehr als 15 Jahre lang das Bild der Zeitschrift. Bei dem Studio SpotCo, das auf Theater-, Unterhaltungsplakate und Werbemittel spezialisiert ist, stand der intensive Umgang mit Kunden im Mittelpunkt. Derzeit führt sie gemeinsam mit Joe Newton das Designstudio Anderson Newton Design. 

## Werke
Ihre Arbeiten sind in den Sammlungen des Cooper Hewitt, Smithsonian Design Museum und der Library of Congress vertreten. Einen großen Teil ihrer Arbeit machen Publikationen aus, die sie meist gemeinsam mit Steven Heller herausgibt. Auch als Autorin beschäftigt sie sich bevorzugt mit der Rolle der traditionellen Typografie als Inspiration und Reibungspunkt für die aktuelle Typografie, beispielsweise in dem ebenfalls von ihr gestalteten Buch ›New Vintage Type‹.

### Stil
Sie ist bekannt für den unkonventionellen Umgang mit traditionellen Schriften und eine vielfarbige, eingängige Gestaltung. Andersons Arbeiten greifen häufig auf Motive der Plakatgeschichte zurück, seien es die kleinbürgerlichen Träume der 1950er Jahre (›Walmatopia‹) oder die Schweizer Typografie. Die Verwendung traditioneller Fonts versteht sie nach eigener Aussage weniger als Retro-Trend, denn als Respektbekundung gegenüber der Tradition; klare und reduzierte Gestaltung hält sie häufig für das Ergebnis von Risikovermeidung.

## Auszeichnungen
- 2008 AIGA-Medaille für ihr Lebenswerk[1]
- 2009 Richard Gangel Art Director Award[4]
- 2018 National Design Awards für ihr Lebenswerk[5]

## Schriften
- Steven Heller / Gail Anderson: Graphic Wit. New York 1991, ISBN 9780823021611
- Steven Heller / Gail Anderson: The Savage Mirror. New York 1992, ISBN 9780823046447
- Steven Heller / Gail Anderson: American Type-Play. Oxnard 1996, ISBN 978-0866363242
- Steven Heller / Gail Anderson: New Vintage Type. New York 2007, ISBN 978-0823099597
- Steven Heller / Gail Anderson: New Ornamental Type: Decorative Lettering in the Digital Age. Thames & Hudson ISBN 978-0500515020
- Steven Heller / Gail Anderson: New Modernist Type. Thames & Hudson 2012, ISBN 978-0500241417
- Steven Heller / Gail Anderson: The Graphic Design Idea Book: Inspiration from 50 Masters. Laurence King Publishing 2016, ISBN 978-1780677569
- Steven Heller / Gail Anderson: The Typography Idea Book: Inspiration from 50 Masters. Laurence King Publishing 2016, ISBN 978-1780678498
- Steven Heller / Gail Anderson: Type Tells Tales. Thames & Hudson 2017, ISBN 978-0500420577
- Steven Heller / Gail Anderson: Type Speaks: A Lexicon of Expressive, Emotional, and Symbolic Typefaces. Abrams & Chronicle Books 2020, ISBN 978-1419738050